# セロトニン受容体作動薬

神経伝達物質であるセロトニン（図示）の受容体は複数ある。

セロトニン受容体作動薬（Serotonin receptor agonist）は、1つまたは複数のセロトニン受容体に対する作動薬の総称である。セロトニン受容体の内因性リガンドであり神経伝達物質およびホルモンであるセロトニン（5-ヒドロキシトリプタミン；5-HT）と同様の方法でセロトニン受容体を活性化する。

## 非選択的作動薬
トリプタミン類（シロシビン、シロシン、DMT、5-MeO-DMT、ブフォテニンなど）、リゼルグ酸アミド類（LSD、エルジン (LSA) など）、フェネチルアミン類（メスカリン、2C-B、25I-NBOMeなど）、アンフェタミン（MDA、DOMなど）といったセロトニン作動性幻覚剤は、セロトニン受容体の非選択的な作動薬である。これらの薬物の幻覚作用は、5-HT2A受容体の活性化によって特異的に作用する。
セロトニン再取り込み阻害薬（フルオキセチン、ベンラファキシンなど）、セロトニン放出薬（フェンフルラミン、MDMAなど）、モノアミン酸化酵素阻害薬（フェネルジン、モクロベミドなど）といった、細胞外のセロトニン濃度を上昇させる薬剤は、間接的非選択的セロトニン受容体作動薬である。抗うつ薬、抗不安薬、抗精神病薬、食欲抑制薬、睡眠薬など、さまざまな用途で使用されている。

## 5-HT1受容体作動薬

### 5-HT1A受容体作動薬
ブスピロン、ゲピロン、タンドスピロンなどのアザピロン系の5-HT1A受容体部分作動薬は、主に抗不安薬として販売されているが、抗うつ薬としても販売されている。抗うつ剤のビラゾドンとボルチオキセチンは5-HT1A受容体部分作動薬である。女性の性機能障害に使用される薬剤であるフリバンセリンは、5-HT1A受容体部分作動薬である。アリピプラゾール、アセナピン、クロザピン、ルラシドン、クエチアピン、ジプラシドンなどの非定型抗精神病薬の多くは5-HT1A受容体部分作動薬であり、この作用が統合失調症の陰性症状に対する有益な効果に寄与すると考えられている。

### 5-HT1B受容体作動薬
スマトリプタン、リザトリプタン、ナラトリプタンなどのトリプタン系薬剤は、5-HT1B受容体の作動薬であり、片頭痛や群発性頭痛の発作を抑えるために使用される。また、エルゴリン系の抗片頭痛薬であるエルゴタミンもこの受容体に作用する。
バトプラジン、エルトプラジン、フルプラジンなどの抗攻撃行動薬は、5-HT1B受容体や他のセロトニン受容体の作動薬であり、動物において抗攻撃性を示すことが確認されているが、市場には出回っていない。エルトプラジンは、攻撃性の治療などの適応症承認に向けて開発中である。

### 5-HT1D受容体作動薬
トリプタン（スマトリプタン、アルモトリプタン、ゾルミトリプタン、ナラトリプタン、エレトリプタン、フロバトリプタン、リザトリプタン）は、5-HT1B作動薬であることに加えて、5-HT1D受容体の作動薬でもあり、脳内血管の収縮による抗片頭痛作用に寄与している。エルゴタミンも同様である。

### 5-HT1E受容体作動薬
トリプタン系薬物であるエレトリプタンは、5-HT1E受容体の作動薬である。BRL-54443は、選択的な5-HT1Eおよび5-HT1F受容体作動薬であり、科学研究に使用されている。

### 5-HT1F受容体作動薬
エレトリプタン、ナラトリプタン、スマトリプタンなどのトリプタン系薬剤は、5-HT1F受容体の作動薬である。ラスミジタンは選択的5-HT1F作動薬で、片頭痛の治療薬として開発されている。

## 5-HT2受容体作動薬

### 5-HT2A受容体作動薬
シロシビン、LSD、メスカリンなどのセロトニン系幻覚剤は、5-HT2A受容体作動薬として作用する。この受容体への作用が、幻覚作用の原因であると考えられている。これらの薬物の殆どは、他のセロトニン受容体の作動薬としても作用する。しかし全ての5-HT2A受容体作動薬が精神作用を持つ訳ではない。
25-NB（NBOMe）シリーズは、フェネチルアミン系のセロトニン作動性向精神薬の一種であり、他のクラスのセロトニン作動性精神薬とは異なり、高度に選択的な5-HT2A受容体アゴニストとして作用する。25-NBシリーズの中で最もよく知られているものは25I-NBOMeである。(2S,6S)-DMBMPPは、25-NB化合物のアナログであり、現在までに同定された5-HT2A受容体の最も高選択的なアゴニストである。O-4310（1-isopropyl-6-fluoropsilocin）は、トリプタミン誘導体で、5-HT2A受容体の高選択的アゴニストである。
25-NB系化合物のような選択的5-HT2A受容体作動薬、特にこの受容体で完全作動薬（薬物が受容体を最大限まで完全に活性化する）として振る舞うことができるものは、熱中症、発熱、頻脈、高血圧、クローヌス、痙攣発作、興奮、攻撃性、幻覚などのセロトニン症候群様の副作用を引き起こす可能性があり、多くの場合、死に至っている。2012年から2013年の間に、薬物の消費が増加した国では禁止措置が執られた。誤って過剰摂取してしまう場合もある。前述の薬物が強力で、選択的で、最も重要な完全作動薬（効力が高いためにごくわずかな量でも極限まで活性化する）であるのとは対照的に、LSDは部分作動薬であり、これは受容体を活性化できる限界があることを意味し、その限界は指数関数的に大量の薬物を使用しても基本的に超えることはない。5-HT2A受容体の活性化は、セロトニン再取り込み阻害薬、セロトニン放出薬、モノアミン酸化酵素阻害薬などの間接的なセロトニン受容体作動薬によって引き起こされるセロトニン症候群にも関与している。シプロヘプタジンやクロルプロマジンのような5-HT2A受容体阻害薬は、セロトニン症候群を逆転させ、セロトニン症候群からの回復を早めることができる。

### 5-HT2B受容体作動薬
5-HT2B受容体の作動薬は、心臓の線維化の進展に関与している。フェンフルラミン、ペルゴリド、カベルゴリンは、このような理由で一部の市場から撤退している。LSDやシロシンなどの多くのセロトニン系幻覚剤は、この受容体を直接活性化することが示されている。MDMAは強力な直接作動薬であると同時に、血漿中のセロトニン濃度を上昇させることで間接的な効果をもたらすことが報告されている。

### 5-HT2C受容体作動薬
ロルカセリンは、選択的5-HT2C受容体作動薬として作用する食欲抑制薬および抗肥満薬である。メタクロロフェニルピペラジン（mCPP）は、5-HT2C受容体を優先するセロトニン受容体作動薬であり、不安や抑うつを誘発し、感受性の高い人にはパニック発作を引き起こす可能性がある。

## 5-HT3受容体作動薬
2-メチル-5-ヒドロキシトリプタミン（2-メチルセロトニン）とキパジンは、5-HT3受容体の中等度選択的作動薬であり、科学研究に使用されている。この受容体の作動薬は、嘔気や嘔吐を誘発することが知られており、医学的には使用されない。

## 5-HT4受容体作動薬
シサプリドとテガセロドは、消化管運動障害の治療に使用されていた5-HT4受容体部分作動薬である。プルカロプリドは、高選択性の5-HT4受容体作動薬であり、特定の消化管運動障害の治療に使用することができる。その他の5-HT4受容体作動薬は、向精神薬や抗うつ薬としての可能性を示しているが、そのような適応症では販売されていない。

## 5-HT5A受容体作動薬
セイヨウカノコソウの根に含まれる吉草酸は、5-HT5A受容体の作動薬として作用することが知られており、この作用がセイヨウカノコソウの睡眠促進作用に関与している可能性がある。

## 5-HT6受容体作動薬
5-HT6受容体の選択的作動薬は医療用として承認されていない。E-6801、E-6837、EMDT、WAY-181187、WAY-208466などの選択的5-HT6受容体アゴニストは、動物において抗うつ作用、抗不安作用、抗肥満作用、食欲抑制作用などを示すが、認知や記憶に障害を与えることもある。

## 5-HT7受容体作動薬
AS-19は5-HT7受容体作動薬として科学研究に使用されている。

## 参考資料
1. ↑  http://adisinsight.springer.com/drugs/800000719
2. ↑  “Lasmiditan for the treatment of migraine”. Expert Opin Investig Drugs 26 (2):  227–234. (2017). doi:10.1080/13543784.2017.1280457. PMID 28076702.
3. ↑  “Lasmiditan - Eli Lilly and Company - AdisInsight”. adisinsight.springer.com. 2021年9月26日閲覧。
4. ↑  Aghajanian GK, Marek GJ (1999). “Serotonin and Hallucinogens”. Neuropharmacology 21 (2S):  16S–23S. doi:10.1016/s0893-133x(98)00135-3. PMID 10432484.
5. ↑  “Pharmacology and Toxicology of N-Benzylphenethylamine ("NBOMe") Hallucinogens”. Curr Top Behav Neurosci. Current Topics in Behavioral Neurosciences 32:  283–311. (2017). doi:10.1007/7854_2016_64. ISBN 978-3-319-52442-9. PMID 28097528.
6. ↑  “The NBOMe hallucinogenic drug series: Patterns of use, characteristics of users and self-reported effects in a large international sample”. J. Psychopharmacol. (Oxford) 28 (8):  780–8. (2014). doi:10.1177/0269881114523866. PMID 24569095.
7. 1 2  “Prevalence of use and acute toxicity associated with the use of NBOMe drugs”. Clin Toxicol 53 (2):  85–92. (2015). doi:10.3109/15563650.2015.1004179. PMID 25658166.
8. ↑  “Extensive rigid analogue design maps the binding conformation of potent N-benzylphenethylamine 5-HT2A serotonin receptor agonist ligands”. ACS Chem Neurosci 4 (1):  96–109. (2013). doi:10.1021/cn3000668. PMC 3547484. PMID 23336049.
9. ↑  https://patents.google.com/patent/US7655691
10. 1 2  “Toxicities associated with NBOMe ingestion-a novel class of potent hallucinogens: a review of the literature”. Psychosomatics 56 (2):  129–39. (2015). doi:10.1016/j.psym.2014.11.002. PMC 4355190. PMID 25659919.
11. ↑  “A review of serotonin toxicity data: implications for the mechanisms of antidepressant drug action”. Biol. Psychiatry 59 (11):  1046–51. (2006). doi:10.1016/j.biopsych.2005.11.016. PMID 16460699.
12. ↑  “Overview of serotonin syndrome”. Ann Clin Psychiatry 24 (4):  310–8. (2012). PMID 23145389.
13. 1 2  Hutcheson, J. D., Setola, V., Roth, B. L., & Merryman, W. D. (2011). Serotonin receptors and heart valve disease—it was meant 2B. Pharmacology & Therapeutics, 132(2), 146-157.
14. ↑  Brea, J., Castro-Palomino, J., Yeste, S., Cubero, E., Párraga, A., Domínguez, E., & Loza, M. I. (2010). Emerging Opportunities and Concerns for Drug Discovery at Serotonin 5-HT2B Receptors. Current Topics in Medicinal Chemistry, 10(5), 493-503.
15. ↑  Halberstadt, A. L., & Geyer, M. A. (2011). Multiple receptors contribute to the behavioral effects of indoleamine hallucinogens. Neuropharmacology, 61(3), 364-381.
16. ↑  Zolkowska, D., Rothman, R. B., & Baumann, M. H. (2006). Amphetamine analogs increase plasma serotonin: implications for cardiac and pulmonary disease. Journal of Pharmacology and Experimental Therapeutics, 318(2), 604-610.
17. ↑  “Therapeutic Potential of 5-HT6 Receptor Agonists”. J. Med. Chem. 58 (20):  7901–12. (2015). doi:10.1021/acs.jmedchem.5b00179. PMID 26099069.